# Parydra aurata
Parydra aurata är en tvåvingeart som beskrevs av Jones 1906. Parydra aurata ingår i släktet Parydra och familjen vattenflugor. Inga underarter finns listade i Catalogue of Life.